# Chantal Goya
Chantal de Guerre mais conhecida como Chantal Goya (Saigon,10 de junho de 1942) é uma cantora e atriz francesa.
Chantal Goya nasceu Deguerre Chantal em Saigon (Vietnã). Ela veio a Paris com sua família quando ela tinha 4 anos. Ela conheceu o cantor e compositor Jean Jacques Debout quando tinha 18 anos, casou-se com ele e tornou-se uma cantora muito famosa para as crianças, vendeu mais de 30 milhões de álbuns, todos escritos por seu marido.

## Discografia

### Álbuns
- Allons chanter avec Mickey (1977)
- La Poupée (1978)
- Bécassine (1979)
- C'est Guignol (1980)
- Comme Tintin (1981)
- Le Soulier Qui Vole(1981)
- La Planète Merveilleuse (1982)
- Babar (1983)
- Le Mystérieux Voyage (1984)
- Félix le Chat (1985)
- Bravo Popeye (1986)
- Le monde tourne à l'envers (1987)
- Isabelle, c'est la fille de Babar (1988)
- L'Étrange histoire du château hanté (1989)
- Rythme et couleur (1990)
- Mes personnages enchantés (1993)
- Le Soulier qui vole 95 (1995)
- Le Grenier aux trésors (1997)
- Absolument Goya (2002)

### Singles
- C'est bien Bernard (1964)
- Une écharpe une rose (1965)
- Si tu gagnes au flipper (1966)
- Laisse moi (1966)
- Masculin Féminin (1966)
- Pense pas trop (1967)
- Les boules de neige (1972)
- Ma Poupee De Chine"
- Dou ni dou ni day (1987)

### Compilação
- Les années 60 (1998)

## Músicas
- "C'est bien Bernard"
- "Une écharpe, une rose"
- "Tu m'as trop menti"
- "Laisse-moi"
- "Adieu les jolis foulards"
- "Davy Crockett"
- "Let's sing along with Mickey Mouse"
- "La muñeca"
- "Bécassine is my cousine"
- "Sorrow"
- "Pandi-Panda, a lovely Chinese bear"
- "Snoopy"
- "Félix le chat"
- "Bravo Popeye"
- "Ce Matin, Un Lapin"

## Filmografia
- 1983 - La poupée de sucre
- 1975 - Trop c'est trop....Carole
- 1974 - Les gaspards....Marie Helène Roudin
- 1971 - L'amour c'est gai, l'amour c'est triste....Arlette
- 1969 - Tout peut arriver...Chantal
- 1969 - A Doce Promessa....Monique
- 1968 - Les dossiers de l'agence O....Cécile Chauffier Mignot
- 1967 - Wenn Ludwig ins Manöver zieht....Melanie
- 1966 - Dim Dam Dom....Marie
- 1966 - Masculino-Feminino....Madelaine Zimmer
- 1963 - Charada

## Ligações Externas
- Chantal Goya. no IMDb.